# 박의완
박의완(1911년~?)은 조선민주주의인민공화국의 정치인이다. 고려인 출신의 소련파였으며, 조선민주주의인민공화국의 내각 부수상, 국가 건설위원장 등을 맡아 조선민주주의인민공화국 건국에 기여했다. 이후 1956년 8월종파사건에 연루되어 숙청되었다.